# Uppsala (Gemeinde)
Koordinaten: 59° 52′ N, 17° 38′ O

Uppsala ist eine Gemeinde (schwedisch kommun) in der schwedischen Provinz Uppsala län und der historischen Provinz Uppland. Der Hauptort der Gemeinde ist Uppsala.

## Geographie
Die Stadt Uppsala nimmt momentan (2005) 2,18 Prozent der Gesamtfläche der Gemeinde ein.

## Geschichte
In der Gegend um Uppsala verlor 983 Styrbjörn der Starke die Schlacht von Fyrisvall (Slaget vid Fyrisvallarna).
Die Gemeinde Knivsta gehörte bis zum 1. Januar 2003 zu Uppsala, ist heute aber eine eigenständige Gemeinde.

## Wappen
Beschreibung: In Blau, ein laufender, rot gezungter und bewehrter hersehender goldener Löwe mit Krone mit erhobener rechter Pranke.

## Politik
- FI: 2
- V: 8
- S: 22
- MP: 12
- C: 6
- FP: 7
- KD: 4
- M: 15
- SD: 5

Der Gemeinderat (schwedisch kommunfullmäktige) wurde zuletzt im Jahr 2014 gewählt und hat momentan 81 Sitze.
| Partei                              | Stimmen         | Prozent       | Mandate |
| ----------------------------------- | --------------- | ------------- | ------- |
| Moderata Samlingspartiet            | 30.441 (17.893) | 26,39 (16,51) | 22 (14) |
| Centerpartiet                       | 10.914 0(6.262) | 09,46 0(5,78) | 08 0(3) |
| Folkpartiet liberalerna             | 14.856 (20.668) | 12,88 (19,07) | 11 (16) |
| Kristdemokraterna                   | 07.821 0(7.684) | 06,78 0(7,09) | 06 0(6) |
| Socialdemokraterna                  | 28.813 (33.947) | 24,98 (31,32) | 21 (27) |
| Vänsterpartiet                      | 08.283 (10.697) | 07,18 0(9,87) | 06 0(9) |
| Miljöpartiet de gröna               | 09.945 0(7.610) | 08,62 0(7,02) | 06 0(6) |
| Sveriges pensionärers intresseparti | 00.147 00.(707) | 00,13 0(0,65) | 00 0(0) |
| Sverigedemokraterna                 | 02.625 0(1.643) | 02,28 0(1,52) | 01 0(0) |
| Upplands sjukvårdsparti             | 00.765 00.(286) | 00,66 0(0,26) | 00 0(0) |
| Andere                              | 00.734 00.(985) | 00,64 0(0,91) | 00 0(0) |

## Sehenswürdigkeiten

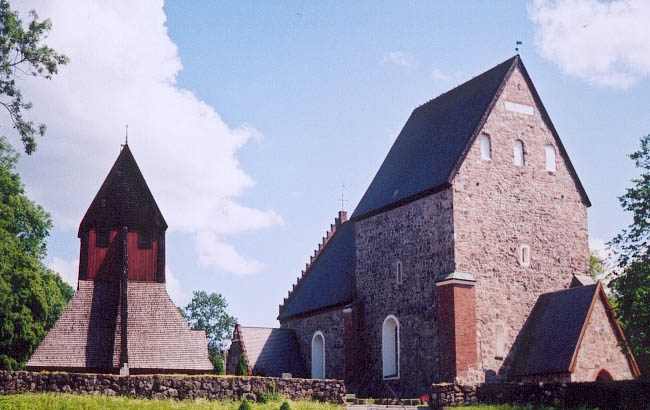
Kirche von Alt-Uppsala.

In der Stadt Uppsala selbst befinden sich zahlreiche Sehenswürdigkeiten (siehe Abschnitt dort).
Außerhalb der Stadt Uppsala befindet sich Alt-Uppsala, eine historische Siedlung mit bedeutenden Hügelgräbern und einer imposanten Kirche. Dort wird auch die historische Lage des Tempels von Uppsala vermutet.
Die Steine von Mora (schwedisch Mora stenar) werden zwar oft zu den Attraktionen von Uppsala gerechnet, sind aber eigentlich Teil der Gemeinde Knivsta.

## Orte
Folgende Orte sind Ortschaften (tätorter):
| - Almunge - Bälinge - Bärby - Björklinge - Gåvsta - Gunsta - Håga - Järlåsa - Knutby - Läby - Länna | - Lövstalöt - Ramstalund - Sävja - Skölsta - Skyttorp - Storvreta - Uppsala - Vänge - Vårdsätra - Vattholma - Ytternäs och Vreta |  |

Als kleinerer Ort ist u. a. bekannt:
- Fjuckby
- Danmark

## Partnerstädte
- Bærum (Norwegen)
- Frederiksberg (Dänemark)
- Hafnarfjörður (Island)
- Minneapolis (USA)
- Tartu (Estland)
- Hämeenlinna (Finnland)